# Видовдански храм
Видовдански храм је грађевина коју је пројектовао хрватски и југословенски вајар и архитекта Иван Мештровић.

## Идеја
Мештровић је још у детињству дошао у додир са косовским митом у Отавицама где је провео цело детињство. Хрвати и Срби у том крају северне Далмације певају епске песме о Лазару, Милошу Обилићу и Краљевићу Марку, епика је заједничка и не дели се по националној основи те се и у Мештровићевој породици гусла. Он овом феномену говорио почетком 20. века у многим интервјуима које је давао београдској, загребачкој и далматинској штампи. Он заснива ово монументално здање на идеји да су сви југословенски народи имали своје Косово: Срби битку на Косову, и Хрвати битку на Крбавском пољу. Идеја је била да се у духу јединства једног народа који има три племена овим спомеником потврди јединство.

## Изглед храма
Спомен маузолеј а не верски објекат требало је да буде дуг око 250 а широк око 200 m. Храм је комбинација египатских, грчких и римских паганских храмова. Улаз у храм је исти као и код египатског храма. Висока врата на чијем врху се налази фриз са девет симетрично распоређених коња и соклова (мотив из песме Смрт мајке Југовића) већих од природне величине. Огромни улаз има два мања улаза са леве и десне стране који су, када се уђе на главна врата, налик нишама. Када уђете у дугачки ходник који има око 100 m наћи ћете се у колонади каријатида изнад којих је плаво небо. Жене до пола наге без изражених сексуалних атрибута представљају удовице, мајке и сестре погинулих јунака. (На степеништу са унутрашње стране улаза у Народни музеј у Београду из Васине улице налазе се те каријатиде те се могу видети, наравно било би их више).
На крају овог отвореног ходника уздиже се петоспратна кула која у својој основи има квадратни облик. Сваки спрат сачињен је од по двадесет поређаних у реду каријатида (мишићавих мушкараца) од белог мермер. На свакој страсни света је по пет каријатида. Први спрат има највише каријатиде други мало мање док пети има каријатиде у људској величини. Овај торањ симболизује душе косовских јунака који се уздижу на небеса.
Кроз кулу се може ући у део храма који подсећа на римски Пантеон. Овде је требало да се налази монументални споменик Краљевића Марка на Шарцу висок око 5 m, ово једини познати споменик овом српском витезу који је од стране критике доживе најодвратније поруге. Поред њега још око сто скулптура међу којима кнез Лазар, Милош Обилић (ова скулптура се налази у атријуму Народног музеја у Београду), Срђа Злопоглеђа, Бановић Страхиња и други историјски и неисторијски ликови из Косовског циклуса. Неке од ових скулптура могуће је било видети у Народном музеју у Београду и народном музеју у Крушевцу. затим две рељефа, под називом Розафа – Зидање Скадра и Косовка девојка обе рад Ивана Мештровића. Поред овог великог централног дела са огромном куполом, са леве, десне и чеоне стране налазе се три мање дворане, опет засвођене куполама у које се може ући са спољне стране преко степеништа и улазних врата. Када се Храм гледа са висине, ова централна дворана са ове три дворане, изгледа као уписани православни крст са три једнака крака. Овај архитектонски мотив је преузет из православне црквене архитектуре где основ темеља сваке цркве изгледа као уписан једнакокраки крст.
Са спољне стране од улаза налази се колонада стубова која подупире у ствари каријатиде које су са унутрашње стране. Спољашњост храма украшавају рељефи који приказују сцене из Косовске битке у дводимензионалној техници сличној оној коју срећемо у староегипатској и персијској уметности. А све то опкољавају статуе седећих лавова (опет њих девет из песме Смрт мајке Југовића)

## Судбина макете
Фрагменти за Видовдански храм (скулптуре) угледали су светлост дана на светској изложби у Риму 1911. где статуе доносе српском павиљону прву награду. У Србији је формиран и Државни одбор за уметничке послове Србије и југословенства у чијем програму је и изградња споменика али наступио је Први балкански рат. Те исте године је макета која је одрађена у размери 1:50 је први пут и представљена јавности у Београду, а затим и на XI Бијеналу у Венецији 1914. године. Макета је 1915. године, у склопу велике ратне изложбе изложена у Музеју Викторије и Алберта у Лондону. Након рата, априла 1922, храм стиже из Антверпена у Југославију. Мештровић својим делима украшава многе градове али његову делатност опет прекида рат а макети храма се након серије изложби по САД тридесетих година 20. века му се губи сваки траг, изгубљен је. Макета је пронађена у Њујорку, тачан датум и годину проналажења је тренутно немогуће утврдити. Враћена је у Београд, година је такође непозната. Поклоњена је музеју у Крушевцу поводом шест векова од оснивања града 1971. године. И данас је изложена у Народном музеју у Крушевцу. Ауторова је жеља била да се изграђени храм налази на Газиместану између Лаба и Ситнице где се и одиграла Косовска битка.